# Vocal house
La vocal house est un genre musical lié à la house music qui a été au premier plan à la fin des années 1980 et au début des années 1990. Il est souvent composé d'une âme de voix profonde (généralement chanté par des femmes divas du jazz) et d'un piano, à un certain stade de la musique. D'autres échantillons incluent habituellement des boucles jazz, et des basses disco. 
Ses racines remontent aux États-Unis, bien que plus tard, les influences provenaient de l'Italie et des Baléares. 
Dans les années 2000 et 2010, le genre est toujours populaire; de nombreux DJs cherchent à faire des featurings de chanteurs pour leur morceaux instrumentaux.